# Eurypteryx
Eurypteryx este un gen de molii din familia Sphingidae. 

## Specii
- Eurypteryx alleni Hogenes & Treadaway, 1993
- Eurypteryx bhaga (Moore, 1866)
- Eurypteryx dianae Brechlin, 2006
- Eurypteryx falcata Gehlen, 1922
- Eurypteryx geoffreyi Cadiou & Kitching, 1990
- Eurypteryx molucca Felder, 1874
- Eurypteryx obtruncata Rothschild & Jordan, 1903
- Eurypteryx shelfordi Rothschild & Jordan, 1903

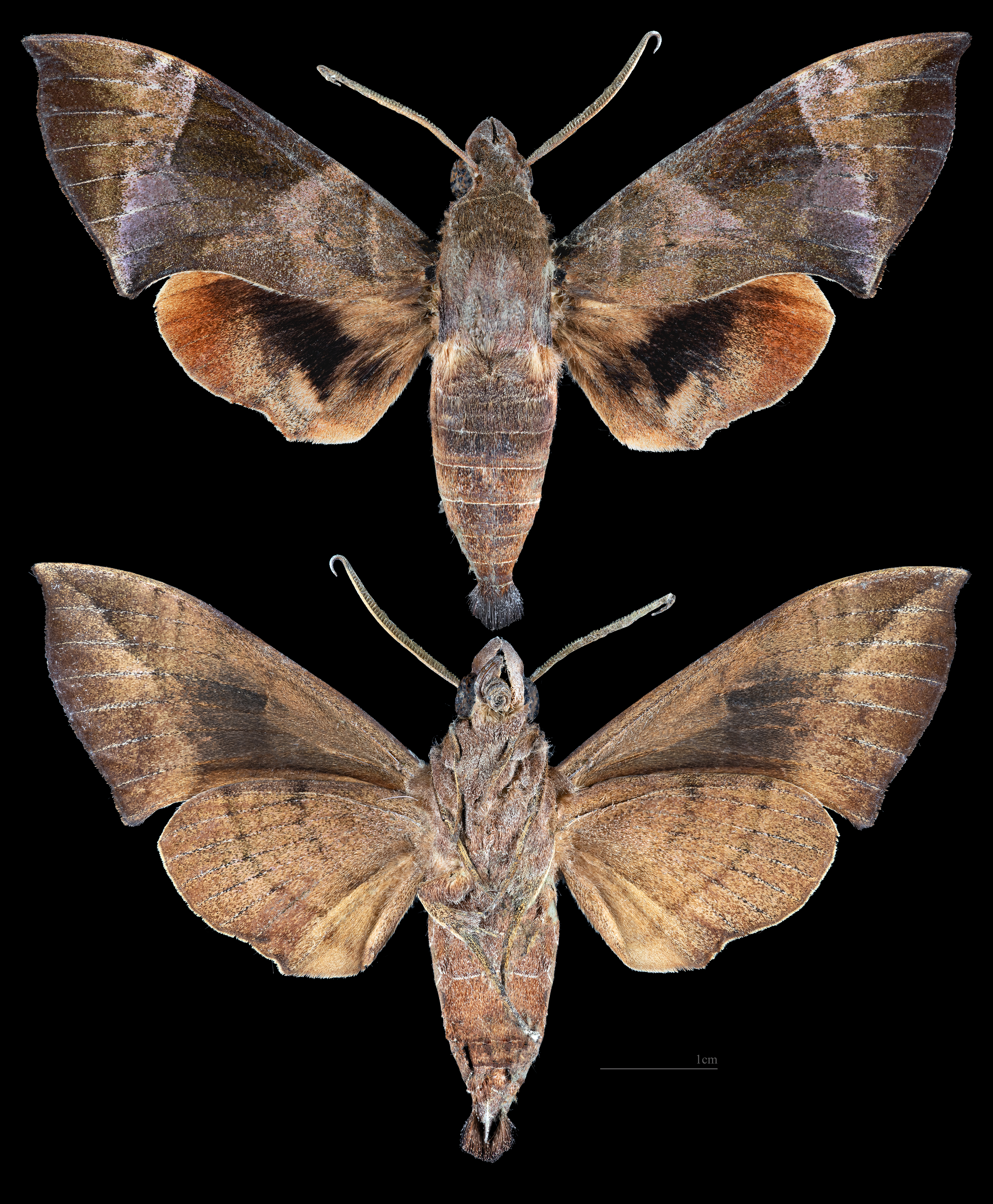
Eurypteryx alleni
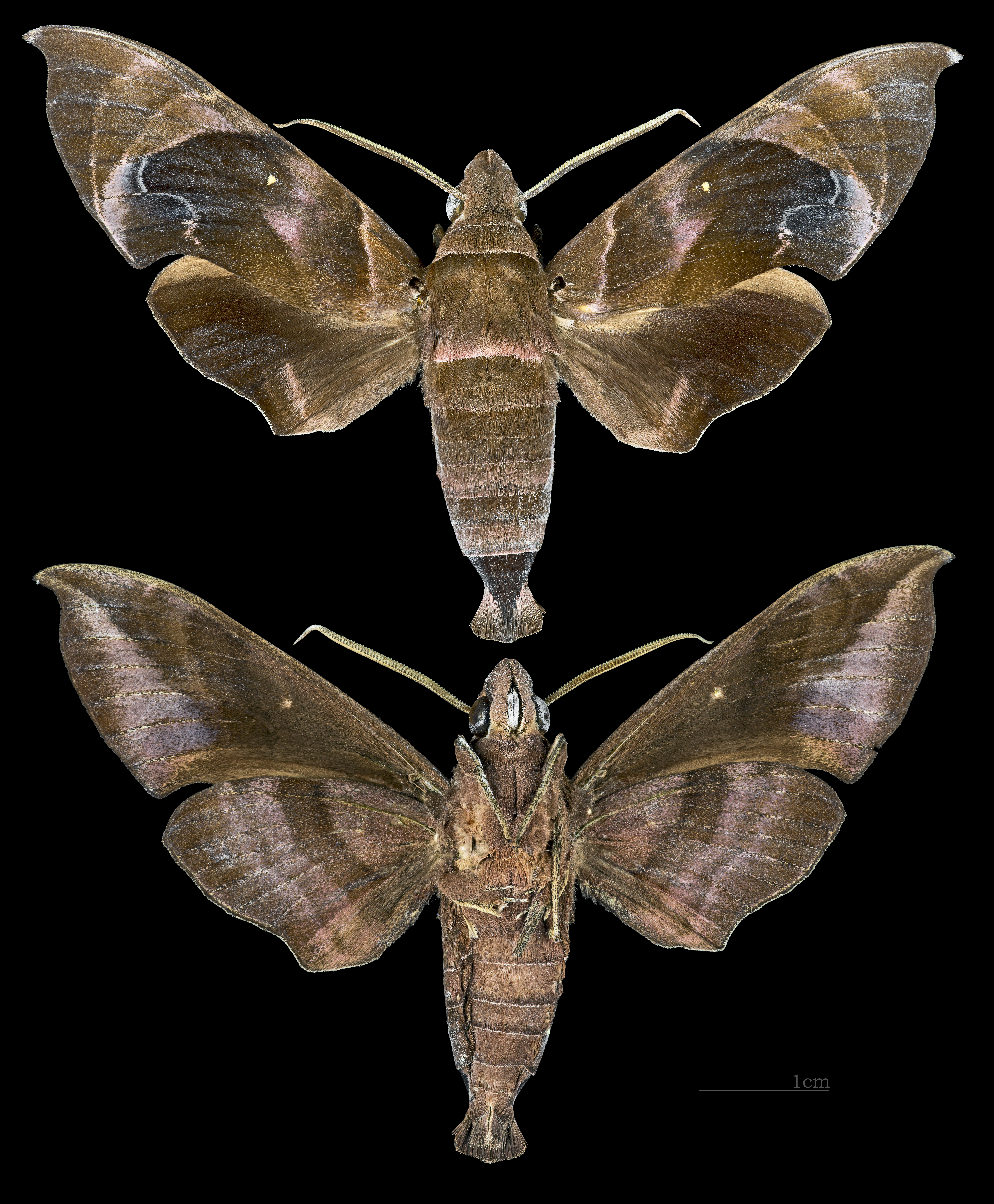
Eurypteryx bhaga
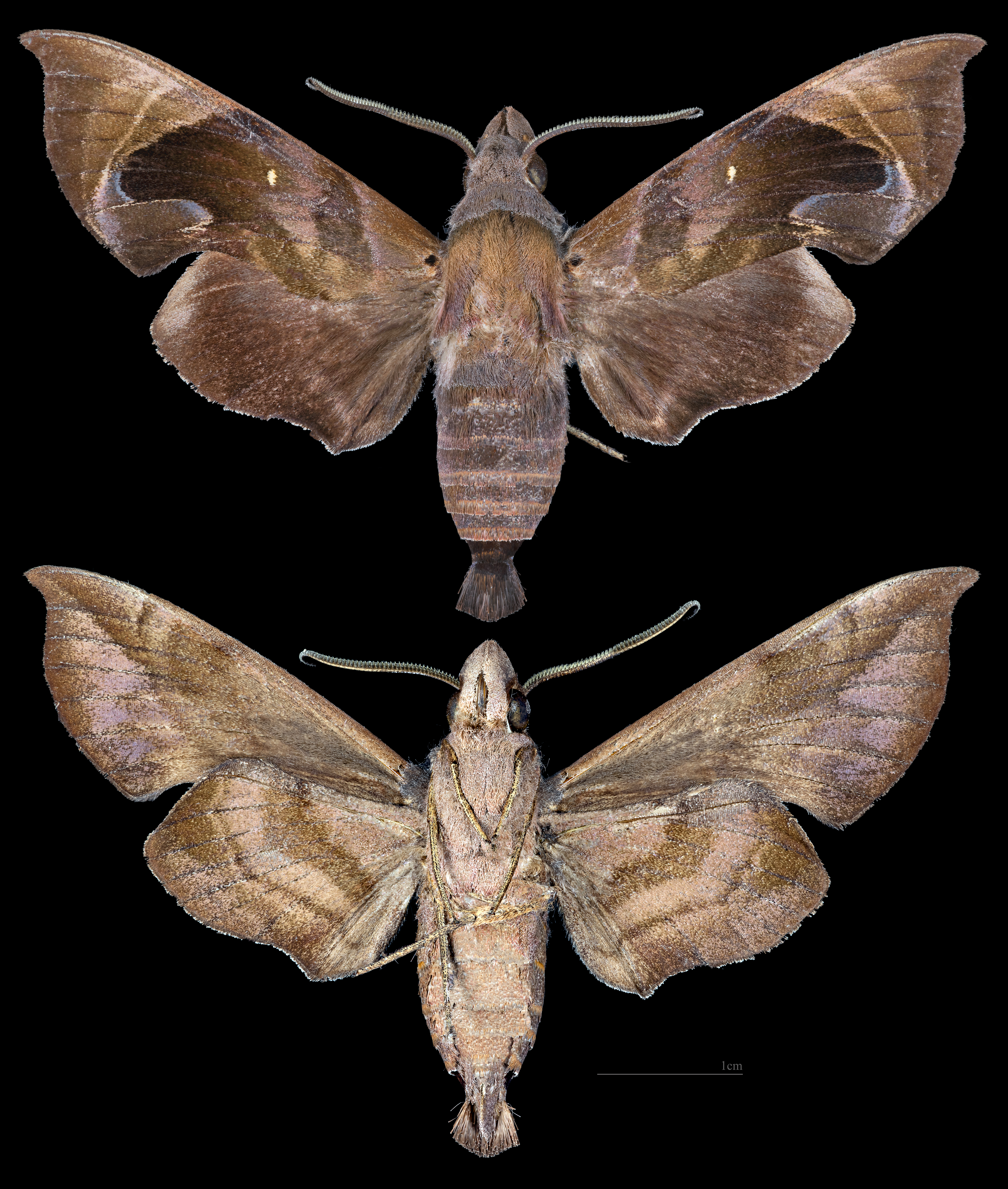
Eurypteryx obtruncata